# 벨기에의 철도 수송 역사

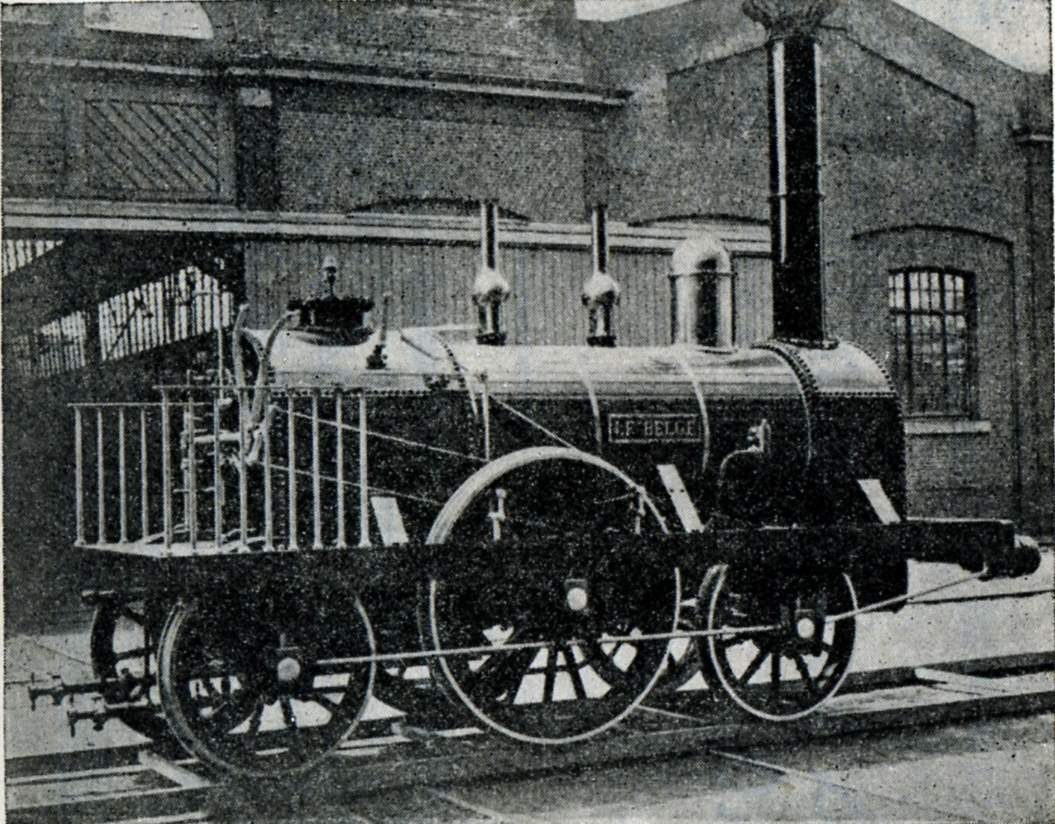
르 벨주 ("벨기에인"; 1835)는 유럽 대륙에서 건조된 최초의 증기 기관차였다.

벨기에는 철도 운송의 초기 발전에 깊이 관여했다. 벨기에는 영국에 이어 유럽에서 두 번째로 철도를 개통하고 기관차를 생산한 국가였다. 브뤼셀과 메헬렌 도시 간의 첫 번째 노선은 1835년에 개통되었다. 벨기에는 유럽에서 최초로 국영 철도망을 구축하고 최초로 국유 철도 시스템을 보유한 국가였다. 벨기에가 산업화되면서 네트워크는 빠르게 확장되었고, 20세기 초에는 점차 국가 통제하에 놓이게 되었다. 벨기에 국철(NMBS/SNCB)이라는 포괄적인 조직 아래 국유화된 철도들은 2000년대 자유화될 때까지 독점을 유지했다.

## 배경

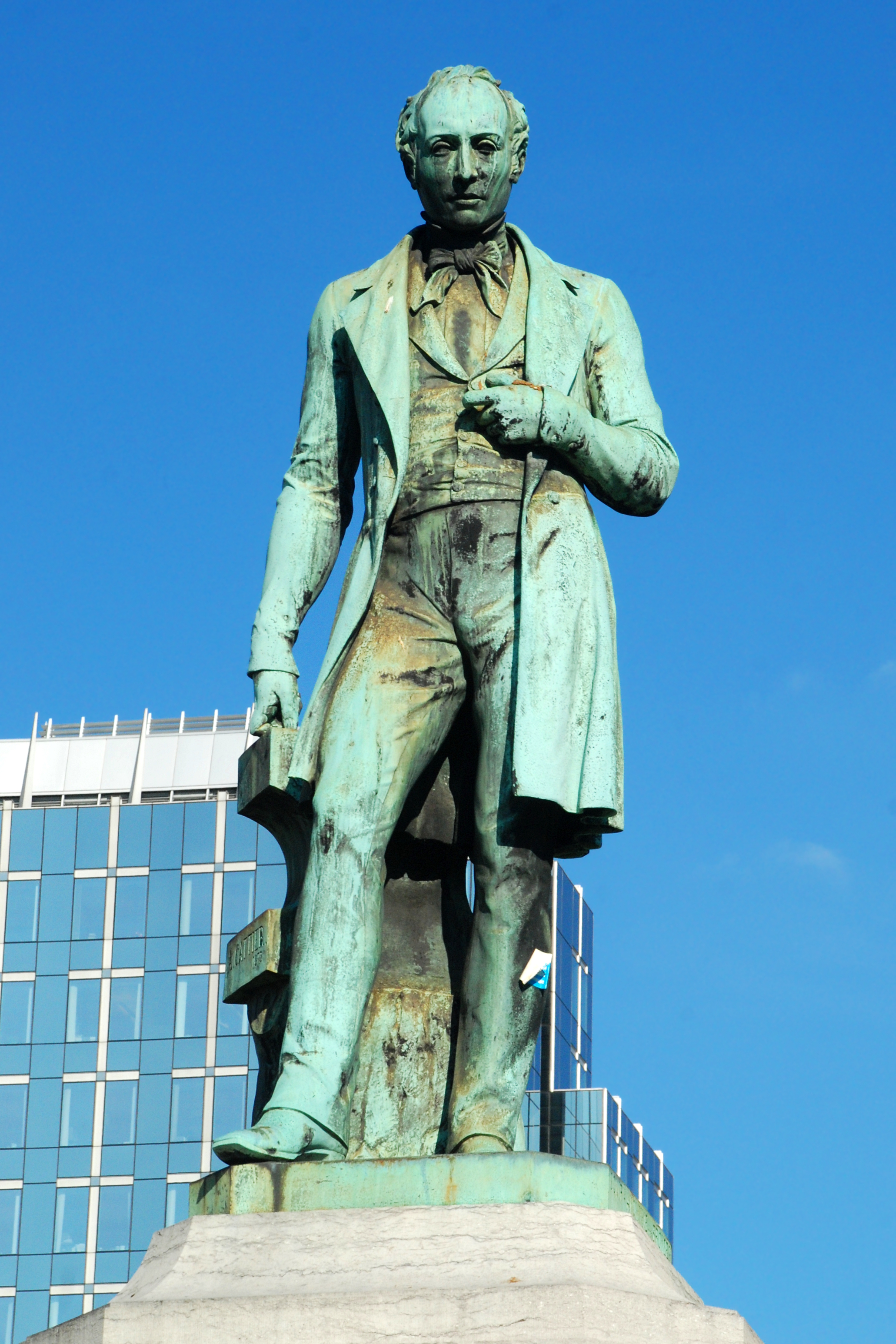
브뤼셀에 있는 존 코커릴 동상

벨기에에서 철도를 건설하려는 시도는 첫 노선이 건설되기 훨씬 전부터 있었다. 1829년, 영국-벨기에의 산업가 존 코커릴은 네덜란드 왕 빌럼 1세로부터 브뤼셀에서 안트베르펜까지 철도 노선을 건설할 수 있는 양허권을 얻으려 했으나 성공하지 못했다. 1830년 벨기에 혁명 이후 벨기에가 네덜란드로부터 독립한 직후, 첫 번째 민영 철도가 1825년에 완성된 영국에서 최근 개발된 증기 기관차를 사용하여 공공 철도 노선을 건설하는 것이 바람직한지에 대한 논의가 시작되었다.

### 독립 후
1830년 벨기에 혁명 이후 벨기에가 네덜란드에서 분리되면서 벨기에는 철도 개발의 핵심 지역이 되었다. 1831년, 안트베르펜과 (이웃 프로이센의) 쾰른 사이에 철도를 건설하여 산업화되는 루르 및 뫼즈 계곡을 스헬더강 항구와 연결하자는 제안이 하원에서 검토되었으나 결국 거부되었다. 그러나 1831년 8월, 정부는 벨기에 경제를 회복시키는 데 도움이 될 것으로 기대되는 잠재적 철도 부지에 대한 대규모 조사(피에르 시몬스와 귀스타브 드 리더의 감독 하에)를 시작했다. 특히 자유주의 진영에서는 철도가 순전히 경제적 기능만 수행하는 것이 아니라 벨기에 국가 정체성을 형성하는 데도 필요한 부분이라고 여겼다.

## 철도망 및 철도

### 최초의 철도

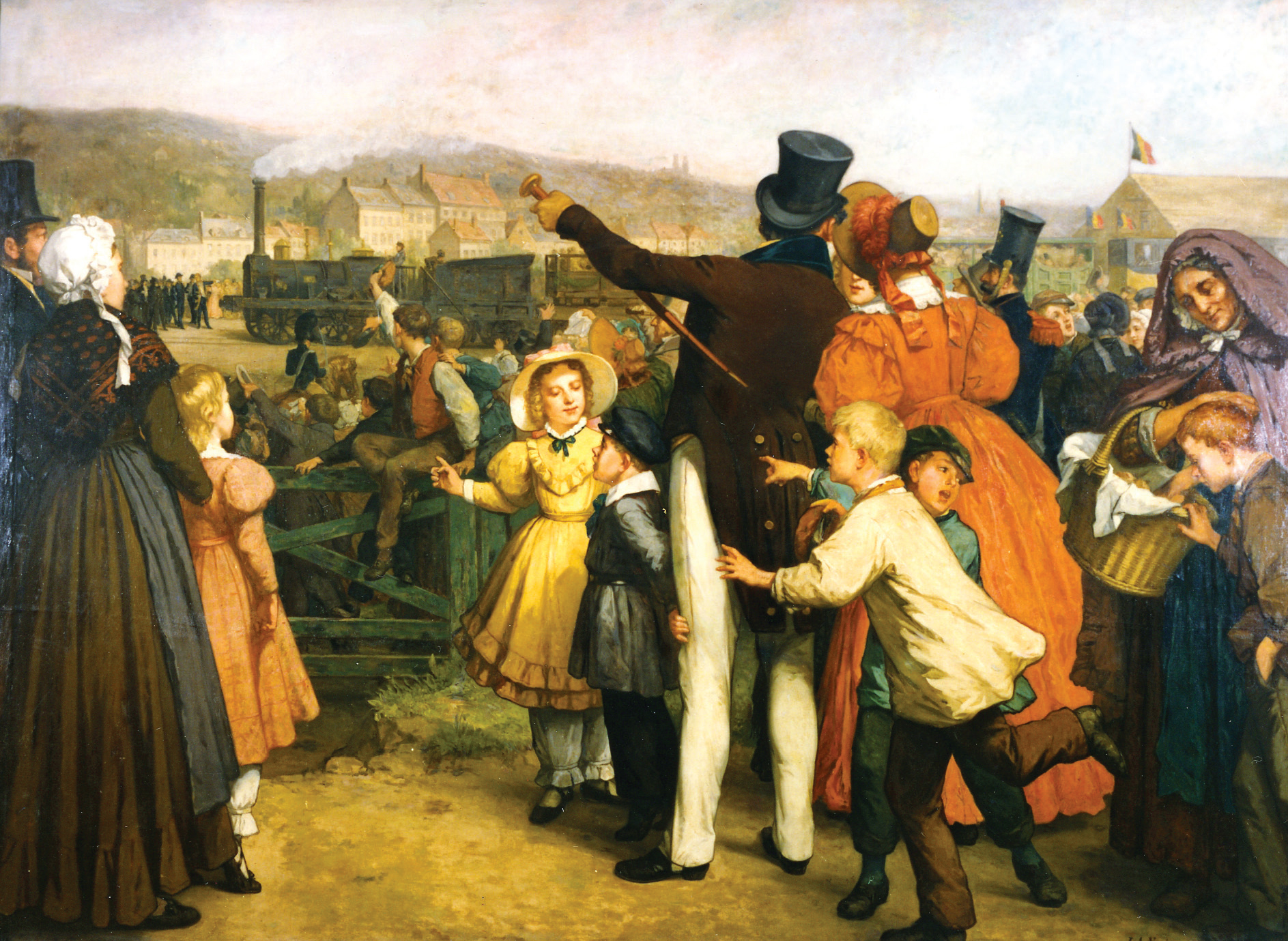
1835년 5월 5일 브뤼셀–메헬렌 철도 개통

초기 철도가 민간 부문에 의해 개발된 영국과는 달리, 벨기에에서는 국가가 철도 개발을 주도했다. 이는 부분적으로 벨기에 제너럴 소시에테와 같은 대형 은행이 산업에서 독점을 형성할 수 있다는 우려 때문이었다. 철도가 주요 경제 자원이 될 것이고 완전한 국가 네트워크가 필요할 것이라고 고려하여, 벨기에 정부는 당시로는 이례적으로 아무것도 건설되기 전에 국가 네트워크를 미리 계획했다.
처음에는 단 하나의 노선(안트베르펜과 프로이센 국경 간 노선)만이 연구되었다. 그러나 프로젝트는 빠르게 진전되었다:
- 직통 노선 대신 안트베르펜-쾰른 노선은 메헬렌(여기에서 브뤼셀로 짧은 지선이 건설될 수 있었다), 뢰번, 리에주, 베르비에를 거치도록 변경되었다. 이 경로는 더 길고 복잡했지만, 더 수익성이 높고 더 많은 교통량을 발생시킬 것이었다.[5]
- 메헬렌에서 시작하는 또 다른 노선은 덴데르몬더, 헨트, 브뤼허, 오스텐더에 도달하여 안전한 해상 접근을 제공할 것이었다(네덜란드가 스헬더강을 봉쇄하여 안트베르펜을 바다로부터 차단할 수 있었기 때문).[6]
- 남쪽으로 향하는 노선은 브뤼셀과 몽스(실롱 앵뒤스트리엘 중심의 산업 도시)를 연결한 후 프랑스 국경([6]키에브랭 근처)을 넘어 북부 프랑스의 발랑시엔으로 연결될 수 있었다.

1834년, 벨기에 정부는 몽스와 안트베르펜 항구를 브뤼셀을 경유하여 연결하는 철도 건설 계획을 승인했으며, 비용은 1억 5천만 벨기에 프랑으로 책정되었다. 벨기에 철도망의 첫 구간인 브뤼셀 북부와 메헬렌 사이의 구간은 1835년에 완공되었으며, 유럽 대륙 최초의 증기 여객 철도였다. 리에주와 오스텐더 사이의 노선은 국가가 거의 처음부터 완전한 철도망을 계획했음을 의미했다. 1836년까지 안트베르펜 노선이 완공되었고, 1843년까지 두 개의 주요 노선(대략 남북/동서 십자형을 이룸)이 완공되었다. 한편, 두 개의 다른 주요 노선(헨트 - 코르트레이크 - 무스크롱 - 투르네(무스크롱과 릴을 연결하는 국제선 포함) - 브레인-르-콩트(브뤼셀-몽스 노선) - 마나주 (벨기에 라 루비에르 근처) - 샤를루아 - 나뮈르)가 이 네트워크에 추가되어 1843년에 완공되었다. 1843년에는 각 주도(아를롱과 하셀트 제외)에 철도역이 있었다.
초기 벨기에 철도는 영국 디자인의 영향을 많이 받았으며, 영국의 기술과 엔지니어는 매우 중요했다. 엔지니어 조지 스티븐슨은 1835년 브뤼셀-메헬렌 간 첫 열차를 탔으며, 그의 회사는 노선에 사용된 첫 세 대의 기관차(로켓 디자인 기반)를 제공했다.  1830년대 벨기에 철도의 급속한 확장은 혁명 이후 겪었던 경제 불황에서 벨기에가 회복하는 데 기여한 요인 중 하나였으며, 벨기에 산업 혁명의 주요 원동력이 되었다.

### 확장

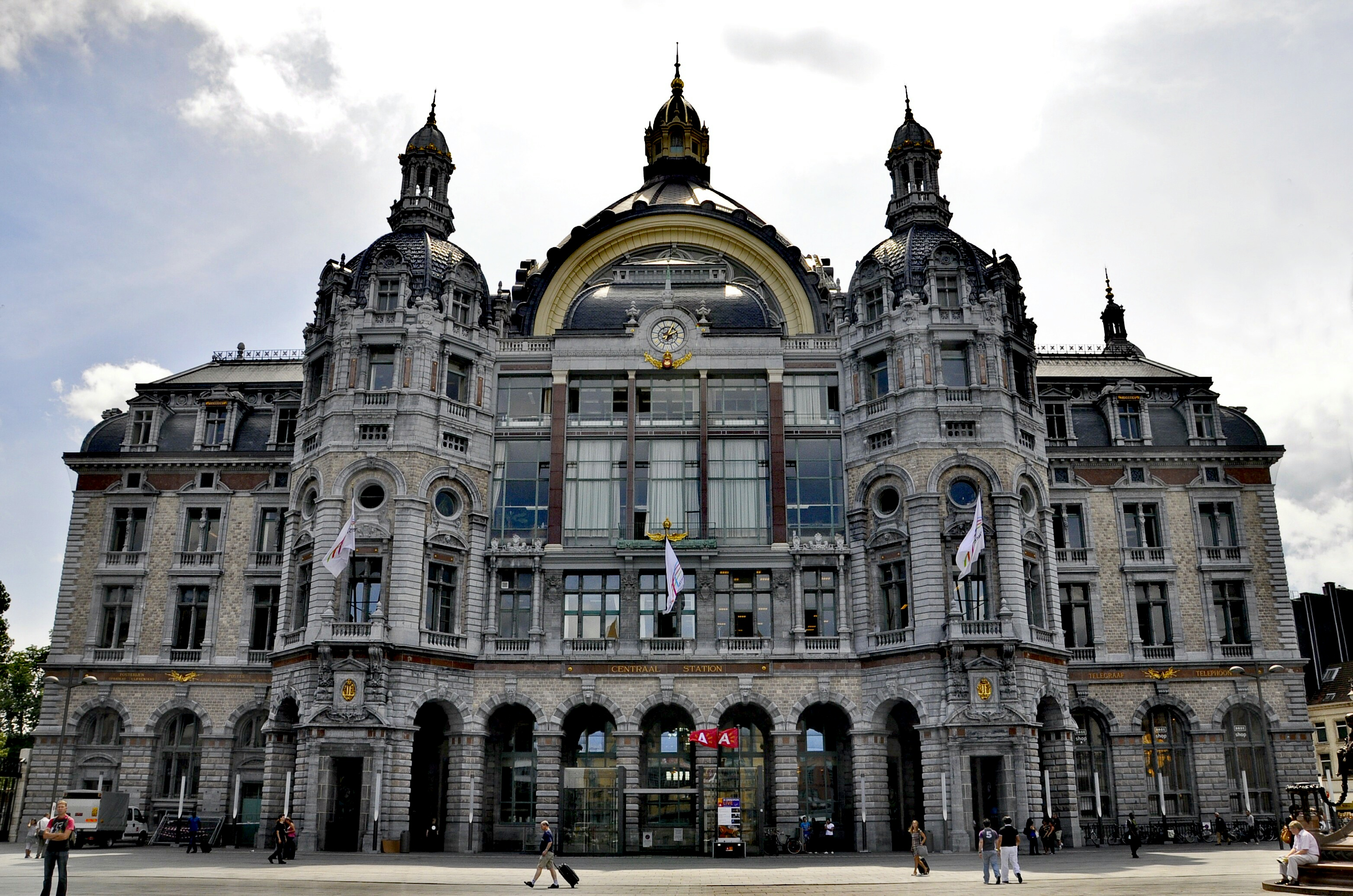
1895년에서 1905년 사이에 건설된 안트베르펜 센트랄역

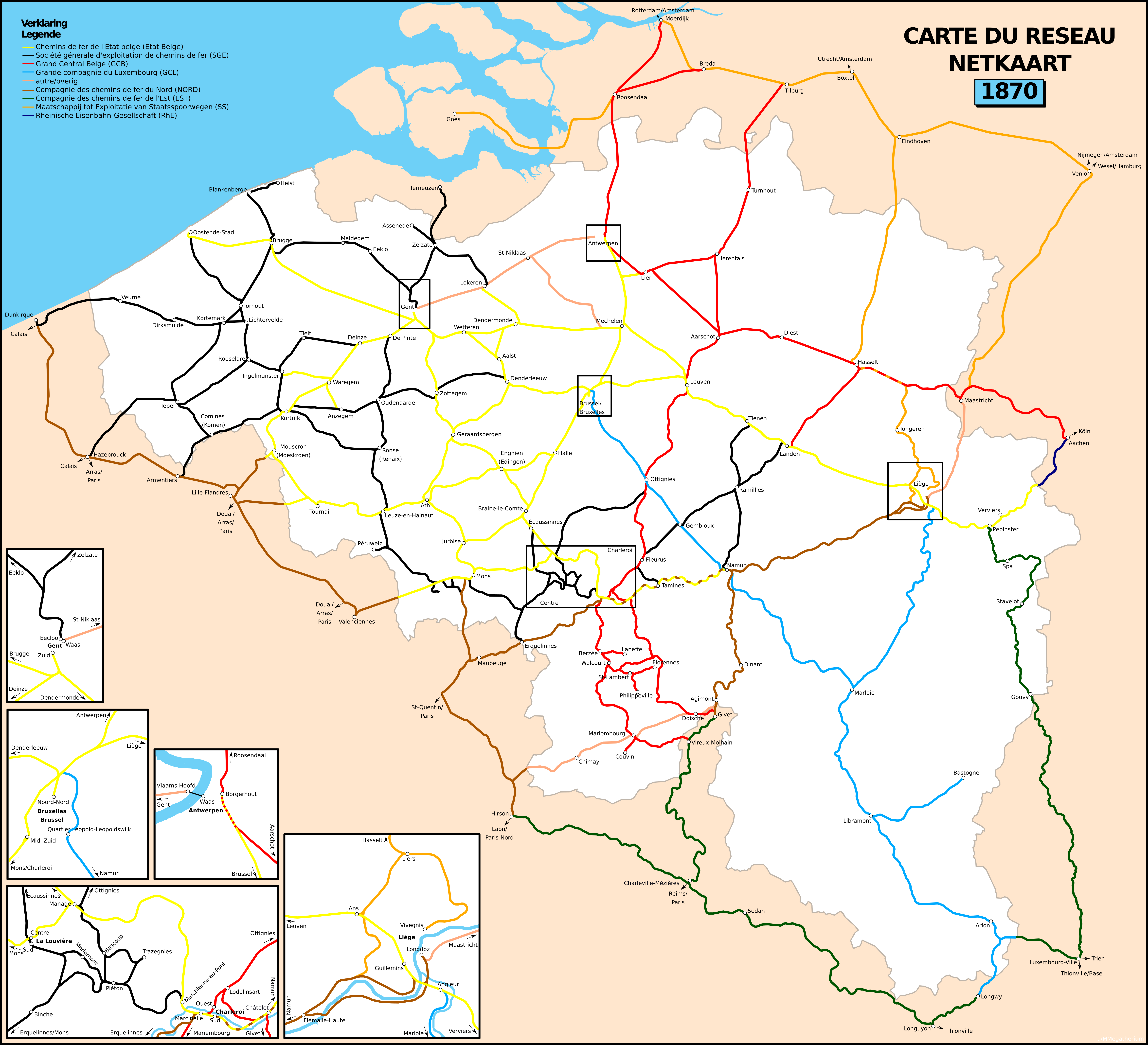
1870년 벨기에 철도망 지도

프랑스와 독일에서 민간 기업들은 빠르게 벨기에 국제 노선에 연결을 건설하여 1842년에서 1843년 사이에 릴, 발랑시엔(프랑스), 쾰른, 아헨(프로이센)의 도시들을 벨기에 네트워크에 연결했다.
1845년부터 1870년 사이에 벨기에 국유 철도에 의해 건설된 노선이 매우 적었음에도(47.7km) 불구하고, 철도망의 후속 개발은 민간 기업보다는 주로 국가에 의해 조직되었다. 몇몇 노선은 민간 기업에 의해 건설되었는데, 특히 1851년에 90년 임대로 건설된 나뮈르-리에주 노선은 임대 기간이 만료된 후 정부로 반환될 예정이었다. 많은 주요 노선은 벨기에 국유 철도에 의해 운영되었다. 첫 철도 건설 후 10년 이내에 벨기에는 560 킬로미터 (350 mi) 이상의 철도 노선, 80개의 역, 143대의 기관차, 25,000대의 철도 차량을 보유하게 되었다. 벨기에의 첫 전신은 1846년 브뤼셀-안트베르펜 철도를 따라 설치되었다. 국제 무역보다 국내 무역을 훨씬 쉽게 만든 운하와 달리, 철도는 벨기에 기업들이 해외로 상품을 수출하도록 촉진했다. 철도의 성공은 벨기에 산업화를 가속화하고 안트베르펜을 유럽 최고의 항구 중 하나로 확고히 했다.

### 소유권, 국유화 및 전철화

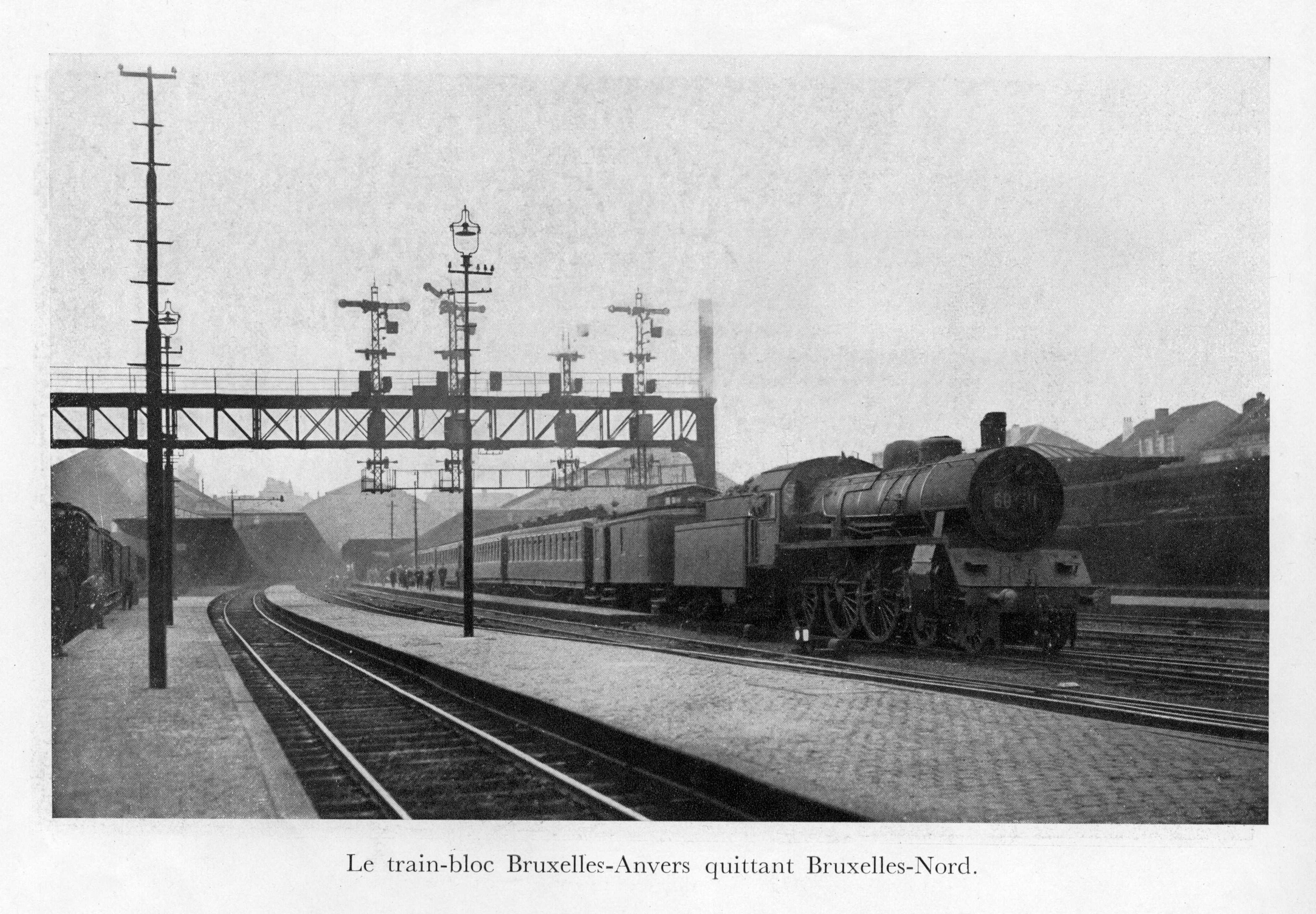
1920년대 브뤼셀 북역을 떠나는 안트베르펜행 열차

벨기에 정부는 외국 기업이 벨기에의 철도 자산을 매입하려는 시도에 저항했다. 1868년 겨울, 나폴레옹 3세 통치 하에 프랑스가 벨기에와 룩셈부르크를 위협하는 가운데, 프랑스의 동부 철도 회사는 벨기에 남동부에 위치한 리에주, 림뷔르흐, 뤽상부르의 여러 철도 노선을 매입하려 했다. 레오폴 2세 치하의 벨기에 국가는 이 인수가 군사적, 정치적 위협이라고 판단하여 1869년에 매각을 중단시키기 위해 개입했다. 영국의 외교적 개입으로 나폴레옹은 물러났고, 이로써 1869년 벨기에 철도 위기는 종결되었다.
1870년에 벨기에 정부는 863 킬로미터 (536 mi)의 철도 노선을 소유했고, 민간 기업은 2,231 킬로미터 (1,386 mi)를 소유했다. 1870년부터 1882년까지 철도는 점차적으로 국유화되었다. 1912년에는 5,000 킬로미터 (3,100 mi)가 국유 재산이었고, 민간 노선은 300 킬로미터 (190 mi)에 불과했다. 당시 완전 국유화가 고려되었으나, 이전의 벨기에 국유 철도를 대체하여 벨기에 국철(SNCB-NMBS)이 시작된 1926년까지 시행되지 않았다. 1958년까지 네트워크는 완전히 국유화되었다.
SNCB-NMBS는 1935년 5월 브뤼셀 북역에서 안트베르펜 센트랄역까지 44 킬로미터 (27 mi) 노선에 처음으로 전철화를 도입했다. 채택된 시스템은 3 kV DC였다.
제2차 세계 대전 중 독일의 점령 기간 동안 SNCB-NMBS는 홀로코스트의 일환으로 벨기에 유대인들을 동유럽의 수용소로 추방하는 데 강요당했다.

### 자유화
2005년, NMBS/SNCB는 유럽 규정에 따라 장래의 철도 화물 및 여객 서비스 자유화를 용이하게 하기 위해 세 부분으로 나뉘었다. 이후 여러 화물 운영사가 벨기에 네트워크에 접근 허가를 받았다.

## 식민지 및 해외 철도
벨기에 식민지 통치 하에 벨기에령 콩고에 수많은 철도가 건설되었으며, 이는 콩고 민주 공화국의 철도 인프라의 기반이 되었다.
벨기에 엔지니어와 철도 회사는 페르시아, 중화인민공화국, 오스만 제국 등지에서 철도 건설에 중요한 역할을 했다.

## 기관차

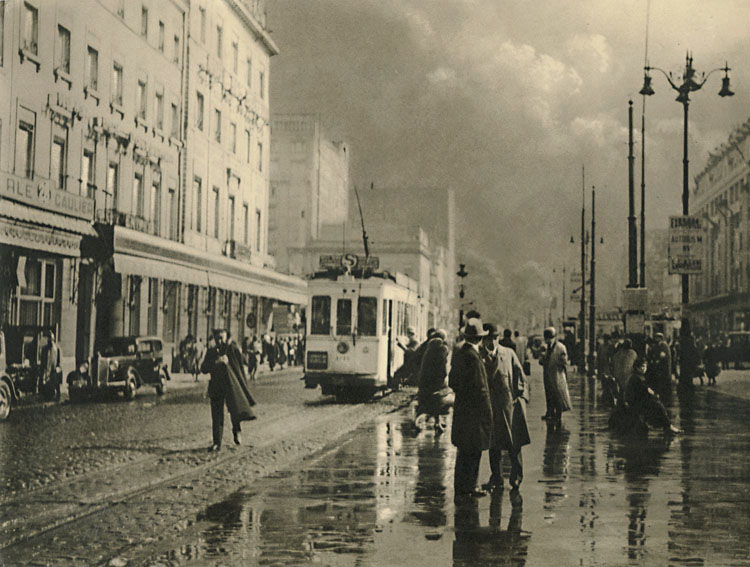
1937년 사진작가 레오나르 미손이 촬영한 브뤼셀 노면전차

벨기에에서 처음으로 제작된 기관차인 르 벨주는 1835년에 로버트 스티븐슨 앤드 컴퍼니의 디자인에 따라 당시 벨기에 최고의 산업 제조 회사였던 존 코커릴 & Cie.에 의해 라이선스를 받아 제작되었다. 르 벨주는 유럽 대륙에서 생산된 최초의 기관차로 여겨진다. 코커릴과 같은 회사들이 주도하여 벨기에는 제2차 세계 대전 이전에 기관차 설계 및 제조의 주요 중심지가 되었다. 다른 회사들로는 소시에테 앵글로-프랑코-벨주, 라 뫼즈, 아텔리에 드 튀비즈 등이 있었다.
SNCB-NMBS는 전통적으로 기관차를 클래스 또는 유형으로 분류한다.

## 노면전차
벨기에는 도시의 대중교통의 일부로서 노면전차에 대한 오랜 전통을 가지고 있다. 한때는 전국을 덮는 비시날 트램웨이라는 노면전차 네트워크가 있었는데, 그 총 길이는 본선 철도 네트워크보다 길었다. 대부분의 이 노면전차는 자동차와 버스의 등장으로 인해 폐쇄되었다. 오늘날 벨기에는 7개의 노면전차 체계가 운영 중이다. 브뤼셀의 네트워크는 세계에서 가장 큰 네트워크 중 하나이며, 해안선은 세계에서 가장 긴 노면전차 노선이다. 마차 트램은 1869년부터 운행되었고, 첫 전기 트램은 1894년에 등장했다.
벨기에인들은 해외로 노면전차 부품을 수출하는 데도 중요한 역할을 했다. 벨기에의 산업가이자 철도 투자자인 엠팡 남작은 러시아, 프랑스, 중화인민공화국, 이집트, 콩고에서의 회사 활동으로 "노면전차 왕"이라는 별명을 얻었으며, 아마도 파리 메트로에서의 작업으로 가장 잘 알려져 있을 것이다.

## 박물관 및 문화유산 철도
- 트레인 월드, 2015년 9월 25일에 개장한 스카르베크, 브뤼셀의 철도 박물관
- 파트리무안 페로비에르 에 투리슴 박물관 (에노주 생-지슬랭)
- 트루아 발레 증기 철도, 나뮈르주 트레뉴에 기반을 둔 문화유산 철도
- 스툼트레인 말데헴 - 에클루
- 스툼트레인 덴데르몬더 - 퓌르스
- 브뤼셀 트램 박물관, 브뤼셀의 역사적인 노면전차 소장품
- ASVi 박물관, 에노주 튀앵의 노면전차 박물관

## 같이 보기
- 벨기에 자본으로 건설된 중화인민공화국의 징한 철도
- 벨기에의 역사
- 벨기에의 철도 교통
- 벤반
- 룩셈부르크의 철도 교통 역사

### 내용주
1. 1 2  Pirenne 1948, 78쪽.
2. ↑  Witte 2010, 151–2쪽.
3. 1 2  Pirenne 1948, 77쪽.
4. 1 2 3 4 5 6  Witte 2010, 152쪽.
5. 1 2  Simons, Pierre; Ridder, Gustave Nicolas Joseph de (1833). 《Description de la route en fer à établir d'Anvers à Cologne ...: Mémoire à l'appui du projet d'un chemin à ornières de fer, à établir entre Anvers, Bruxelles, Liège, et Verviers, destiné à former la 1er section de la nouvelle route d'Anvers à Cologne. Rédigé d'après les ordres du Ministre de l'intérieur》 (프랑스어). P.M. De Vroom.
6. 1 2 3 4  Dambly, 1989, p. 6-7
7. 1 2 3  Wolmar 2010, 19쪽.
8. 1 2  Wolmar 2010, 20쪽.
9. ↑  《Pasinomie: collection complète des lois, décrets, ordonnances, arrêtés et règlements généraux qui peuvent être invoqués en Belgique》 (프랑스어). E. Bruylant. 1845.
10. 1 2  Witte 2010, 153쪽.
11. ↑  Pirenne 1948, 213쪽.

### 참고 문헌
- 틀:Dambly-VEB-I
- 틀:Dambly-VEB-II
- Pirenne, Henri (1948). 《Histoire de Belgique》. VII: De la Révolution de 1830 à la Guerre de 1914 2판. Brussels: Maurice Lamertin.
- Witte, Els (2010). 《La Construction de la Belgique, 1828-1847》. Nouvelle Histoire de Belgique Fr. trans.판. Bruxelles: Le Cri édition. ISBN 978-2-8710-6535-7.
- Wolmar, Christian (2010). 《Blood, Iron & Gold: How the Railways transformed the World》. London: Grove Atlantic. ISBN 978-1-84887-171-7.

## 추가 문헌
- De Block, Greet (2011). 《Designing the Nation: The Belgian Railway Project, 1830–1837》. 《Technology and Culture》 52. 703–732쪽. doi:10.1353/tech.2011.0145. JSTOR 23020523. S2CID 201778598.
- Nilsen, Micheline (2008). 《Railways and the Western European capitals: Studies of implantation in London, Paris, Berlin, and Brussels》. New York: Palgrave Macmillan. ISBN 978-0-230-60773-6.
- Smith, Ron (2021). 《Belgium's Unique Railway History》. Chippenham, Wilts, UK: Mainline & Maritime. ISBN 978-1900340939.
- Van der Herten, Bart (2004). 《België onder stoom: transport en communicatie tijdens de 19de eeuw》. Leuven: Universitaire Pers Leuven. ISBN 978-9058673480.